# Ghiacciaio Parks
Il ghiacciaio Parks (in inglese Parks Glacier) è un ghiacciaio situato nell'interno della costa di Bakutis, nella parte occidentale della Terra di Marie Byrd, in Antartide. Il ghiacciaio, il cui punto più alto si trova a più di 2.800 m s.l.m., fluisce in direzione sud-est a partire dall'anfiteatro Weiss, una caldera situata sul versante meridionale del monte Sidley, il vulcano più elevato del continente antartico, nella catena della Commissione Esecutiva.

## Storia
Il ghiacciaio Parks è stato mappato dallo United States Geological Survey durante la traversata della catena della Commissione Esecutiva nel 1959; esso è stato poi così battezzato dal Comitato consultivo dei nomi antartici in onore di Perry E. Parks, Jr., geofisico e assistente sismologo durante la traversata della Terra di Marie Byrd svoltasi nel 1959-60.